# (16908) Groeselenberg
(16908) Groeselenberg ist ein Asteroid des inneren Hauptgürtels, der von den belgischen Astronomen Eric Walter Elst und Thierry Pauwels am 17. Februar 1998 am Schmidt-Teleskop der Königlichen Sternwarte von Belgien (IAU-Code 012) in Uccle entdeckt wurde. Sichtungen des Asteroiden hatte es vorher schon gegeben: am 14. November 1982 unter der vorläufigen Bezeichnung 1982 VU12 am Krim-Observatorium in Nautschnyj sowie am 13. und 15. November 1993 (1993 VX7) am Observatorio Astronómico Nacional de Llano del Hato in Venezuela.
Die Umlaufbahn des Asteroiden um die Sonne hat mit 0,2436 eine hohe Exzentrizität.
(16908) Groeselenberg wurde am 20. November 2002 nach dem Hügel und Ortsteil benannt, auf dem sich die Königliche Sternwarte von Belgien befindet. Der Name lässt sich mit „Stachelbeerbaumberg“ übersetzen. In der Widmung wurde erwähnt, dass der bekannte belgische Astronom Henri Debehogne (1928–2007) in einer Straße gleichen Namens wohne.